# Albert Cassagne
Albert Cassagne, né le 7 décembre 1869 dans le 6e arrondissement de Paris et mort pour la France au tunnel de Tavannes près de Verdun dans le département de la Meuse le 5 septembre 1916, est un professeur et homme de lettres français du XXe siècle. Son nom est inscrit au Panthéon parmi les 560 écrivains morts au combat pendant la Première Guerre mondiale.

## Biographie
Jean Albert Cassagne, né le 7 décembre 1869 au No 12 de la rue des Beaux-Arts à Paris est le fils de Jean Prosper Cassagne (1840-1902), comptable et de Françoise Marie Amélie Cohendet (1845-1937).  
Après une scolarité au lycée Saint-Louis à Paris puis au lycée de Versailles, il prépare le concours de l'École normale supérieure au lycée Louis-le-Grand. Après son admission en 1890,, il doit s'engager et faire une année de service militaire au 72e régiment d'infanterie de novembre 1890 à septembre 1891. Il en sort caporal et passe dans la réserve, où il suit les périodes d'exercice régulièrement et devient sergent en 1894, sous-lieutenant en 1897 et lieutenant de réserve en 1903.  
Entré dans la section lettres à l'École normale supérieure en octobre 1891, il se destine d'abord aux études historiques, puis se tourne vers l'agrégation de lettres à laquelle il est reçu en 1896,. Il commence sa carrière de professeur par une année au lycée d'Angoulême (1896-1897), puis il est professeur en rhétorique pendant deux ans au lycée Mignet d'Aix-en-Provence (1897-1899) où il a pour élève Émile Ripert. Il est nommé professeur de rhétorique en 1899 au lycée du Havre et y reste jusqu'à sa nomination au lycée Saint-Louis à Paris en 1913.   
Il épouse Marie Marguerite Denÿs (1874-1949) le 17 décembre 1904 à la mairie du 6e arrondissement de Paris.   
En 1906, il soutient à la Sorbonne deux thèses de doctorat ès lettres sur la Théorie de l'Art pour l'Art et La Versification et la métrique de Charles Baudelaire. Elles sont couronnées par le prix Bordin de l'Académie française en 1908. En 1911, il poursuit ses travaux d'historien littéraire en publiant un premier tome sur la carrière politique de Chateaubriand, qu'il qualifie comme un « homme d'action par essence et poète par accident ».   
En juillet 1915, il est rappelé comme capitaine au 24e régiment d'infanterie territoriale et rejoint la 5e compagnie dans la zone de Perthes-les-Hurlus en octobre 1915,.
Le 3 septembre 1916, les 5e et 6e compagnies du 24e régiment d'infanterie territoriale sont installées, avec d'autres régiments, en cantonnement dans le tunnel de Tavannes. Dans la soirée du 4 septembre, un accident provoque un incendie et des explosions dans le tunnel, causant la disparition de plusieurs centaines de soldats. Albert Cassagne disparait dans l'accident avec près de 200 soldats de son régiment. Son corps n'est pas retrouvé et sa mort est fixée au 5 septembre 1916,,.
La citation à titre posthume qui accompagne la distinction à l'ordre de la Légion d'honneur parle d'un « officier d'une haute valeur morale, d'un courage et d'un sang-froid éprouvés, ayant su par l'autorité de son caractère, prendre sur sa compagnie un ascendant remarquable. Tombé au tunnel de Tavannes, le 4 septembre 1916, dans l'accomplissement de son devoir. Croix de guerre avec étoile d'argent ».

## Œuvres principales
- La Théorie de l'Art pour l'Art en France chez les derniers romantiques et les premiers réalistes, 1906
- La Versification et la métrique de Charles Baudelaire, 1906
- La Vie politique de François de Chateaubriand, 1911

## Distinctions
- Chevalier de la Légion d'honneur, à titre posthume, décret du 31 mars 1920[13]
- Croix de guerre 1914–1918, étoile d'argent
- Officier d'académie, arrêté du 13 juillet 1904[14]
- 1908 : Académie française - Prix Bordin pour La Théorie de l’Art pour l’Art chez les derniers romantiques et les premiers réalistes
- 1919 : Académie française - Prix de Joest pour La Vie politique de François de Chateaubriand[15]

## Hommages
- Le nom d'Albert Cassagne est inscrit au Panthéon dans la liste des 560 écrivains morts pour la France[16].
- Son nom figure sur la plaque commémorative du lycée Louis-Le-Grand, sur le monument commémoratif 1914-1918 de l'École normale supérieure et sur le monument aux Parisiens morts pendant la Première Guerre.